# Ambrosiodmus
Ambrosiodmus – rodzaj chrząszczy z rodziny ryjkowcowatych i podrodziny kornikowatych.

## Morfologia i zasięg
Chrząszcze te mają smukłe ciało. Ich przedplecze pozbawione jest wyraźnego piłkowania na przedniej krawędzi i zaopatrzone jest w chropowatości na większości powierzchni dysku. Odnóża przedniej pary mają stykające się ze sobą biodra oraz wyposażone w siedem lub osiem ząbków boczne krawędzie goleni. Powierzchnia opadającej tylnej części pokryw może być płaska bądź rozmaicie urzeźbiona, natomiast nie jest nigdy wklęsła jak to ma miejsce u pokrewnego rodzaju Xylosandrus.
Rodzaj kosmopolityczny, obejmujący ponad 90 opisanych gatunków. Większość z nich zasiedla strefę równikową Afryki i Azji. W neotropikalnej Ameryce stwierdzono około 14 gatunków, podczas gdy w jej części nearktycznej występuje ich 7. Faunę Australii reprezentują 4 gatunki rodzime. W Europie występuje tylko zawleczony A. rubricollis, stwierdzony w niej po raz pierwszy w 2009 roku we Włoszech.

## Taksonomia
Takson ten wprowadzony został w 1915 roku przez Andrew Delmara Hopkinsa przez wydzielenie części gatunków z rodzaju Xyleborus.
Do rodzaju tego należą m.in.:

- Ambrosiodmus addendus Wood & Bright, 1992
- Ambrosiodmus adustus Wood & Bright, 1992
- Ambrosiodmus aegir Wood & Bright, 1992
- Ambrosiodmus albizzianus Wood & Bright, 1992
- Ambrosiodmus alexae Wood, 2007
- Ambrosiodmus alsapanicus Wood & Bright, 1992
- Ambrosiodmus anepotulus Wood & Bright, 1992
- Ambrosiodmus apicalis Wood & Bright, 1992
- Ambrosiodmus artegranulatus Wood & Bright, 1992
- Ambrosiodmus asperatus Wood & Bright, 1992
- Ambrosiodmus bispinosulus Wood & Bright, 1992
- Ambrosiodmus bostrichoides Wood & Bright, 1992
- Ambrosiodmus brunneipes Wood & Bright, 1992
- Ambrosiodmus camphorae Wood & Bright, 1992
- Ambrosiodmus catharinensis Wood & Bright, 1992
- Ambrosiodmus coffeiceus Wood & Bright, 1992
- Ambrosiodmus colossus Wood & Bright, 1992
- Ambrosiodmus compressus Wood & Bright, 1992
- Ambrosiodmus consimilis Wood & Bright, 1992
- Ambrosiodmus conspectus Wood & Bright, 1992
- Ambrosiodmus declivispinatus Wood & Bright, 1992
- Ambrosiodmus devexulus (Wood, 1978)
- Ambrosiodmus devexus Wood & Bright, 1992
- Ambrosiodmus diversipennis Wood & Bright, 1992
- Ambrosiodmus eichhoffi Wood & Bright, 1992
- Ambrosiodmus facetus Wood & Bright, 1992
- Ambrosiodmus ferus Wood, 1986c
- Ambrosiodmus fraterculus Wood & Bright, 1992
- Ambrosiodmus funebris Wood & Bright, 1992
- Ambrosiodmus funereus Wood & Bright, 1992
- Ambrosiodmus funestus Wood & Bright, 1992
- Ambrosiodmus guatemalensis Hopkins, 1915b
- Ambrosiodmus hagedorni Wood & Bright, 1992
- Ambrosiodmus himalayensis Schedl (in Eggers), 1964k
- Ambrosiodmus incertus Wood & Bright, 1992
- Ambrosiodmus inferior Wood & Bright, 1992
- Ambrosiodmus innominatus Wood & Bright, 1992
- Ambrosiodmus inoblitus Wood & Bright, 1992
- Ambrosiodmus inopinatus Wood & Bright, 1992
- Ambrosiodmus katangensis Bright & Skidmore, 2002
- Ambrosiodmus klapperichi Bright, 1985c
- Ambrosiodmus latecompressus Wood & Bright, 1992
- Ambrosiodmus lecontei Hopkins, 1915
- Ambrosiodmus lewisi Wood & Bright, 1992
- Ambrosiodmus linderae Hopkins, 1915
- Ambrosiodmus loebli Wood & Bright, 1992
- Ambrosiodmus luteus Bright & Skidmore, 2002
- Ambrosiodmus mahafali Wood & Bright, 1992
- Ambrosiodmus mamibillae Wood & Bright, 1992
- Ambrosiodmus minor Wood & Bright, 1992
- Ambrosiodmus natalensis Wood & Bright, 1992
- Ambrosiodmus neglectus Wood & Bright, 1992
- Ambrosiodmus nepocranus Wood & Bright, 1992
- Ambrosiodmus nigripennis Wood & Bright, 1992
- Ambrosiodmus nodulosus Wood & Bright, 1992
- Ambrosiodmus obliquecaudata Wood & Bright, 1992
- Ambrosiodmus obliquus (LeConte, 1878)
- Ambrosiodmus ocellatus Wood & Bright, 1992
- Ambrosiodmus opacithorax Wood & Bright, 1992
- Ambrosiodmus opimus (Wood, 1974)
- Ambrosiodmus optatus Wood & Bright, 1992
- Ambrosiodmus ovatus Wood & Bright, 1992
- Ambrosiodmus pardous Wood, 2007
- Ambrosiodmus paucus Wood, 1986c
- Ambrosiodmus pellitus Wood & Bright (in Schedl), 1992
- Ambrosiodmus permarginatus Wood & Bright, 1992
- Ambrosiodmus pernodulus Schedl, 1957d
- Ambrosiodmus pertortuosus Wood & Bright, 1992
- Ambrosiodmus pithecolobius Wood & Bright, 1992
- Ambrosiodmus pseudocitri Wood & Bright, 1992
- Ambrosiodmus pseudocolossus Wood & Bright, 1992
- Ambrosiodmus raucus Wood & Bright, 1992
- Ambrosiodmus restrictus Wood & Bright, 1992
- Ambrosiodmus rhodesianus Wood & Bright, 1992
- Ambrosiodmus rubricollis (Eichhoff, 1875)
- Ambrosiodmus rugicollis Wood & Bright, 1992
- Ambrosiodmus rusticus Wood & Bright, 1992
- Ambrosiodmus sakoae Wood & Bright, 1992
- Ambrosiodmus sandragotoensis Wood & Bright, 1992
- Ambrosiodmus sarawakensis Wood & Bright, 1992
- Ambrosiodmus scalaris Wood & Bright, 1992
- Ambrosiodmus semicarinatus Wood & Bright, 1992
- Ambrosiodmus sexdentatus Wood & Bright, 1992
- Ambrosiodmus signiceps Wood & Bright, 1992
- Ambrosiodmus signifer Wood & Bright, 1992
- Ambrosiodmus subnepotulus Wood & Bright, 1992
- Ambrosiodmus sulcatus Wood & Bright, 1992
- Ambrosiodmus tachygraphus (Zimmermann, 1868)
- Ambrosiodmus tenebrosus Wood & Bright, 1992
- Ambrosiodmus tomicoides Wood & Bright, 1992
- Ambrosiodmus tortuosus Wood & Bright, 1992
- Ambrosiodmus triton Wood & Bright, 1992
- Ambrosiodmus trolaki Wood & Bright, 1992
- Ambrosiodmus tropicus Wood & Bright, 1992
- Ambrosiodmus trux Wood & Bright, 1992
- Ambrosiodmus turgidus Wood & Bright, 1992
- Ambrosiodmus upoluensis Wood & Bright, 1992
- Ambrosiodmus vaspatorius Eggers, 1923
- Ambrosiodmus wilderi Wood & Bright, 1992